# Vallant-Saint-Georges
Vallant-Saint-Georges – miejscowość i gmina we Francji, w regionie Grand Est, w departamencie Aube. Przez miejscowość przepływa Sekwana. 
Według danych na rok 1990 gminę zamieszkiwało 378 osób, a gęstość zaludnienia wynosiła 21 osób/km².